# Oberergoldsbach
Oberergoldsbach ist ein Gemeindeteil der Gemeinde Hohenthann im niederbayerischen Landkreis Landshut. Bis 1972 bildete es eine selbstständige Gemeinde.

## Lage
Das Kirchdorf Oberergoldsbach liegt am Goldbach etwa vier Kilometer östlich von Hohenthann und etwa ebenso weit südwestlich vom Markt Ergoldsbach.

## Geschichte
Die Erwähnung des Friedrich von Ergoltspach zu Freien Ergoltspach 1401 ist der erste schriftliche Hinweis auf Oberergoldsbach. 1752 bestand Oberergoldsbach aus dreißig Anwesen.
Die Gemeinde Oberergoldsbach wurde 1818 mit den Orten Buch, Ober- und Unterhaid, Oberergoldsbach, Pfellnkofen, Ober- und Unterdörnbach, Siegensdorf, Weihmühle sowie Wölfelkofen gebildet. Sie gehörte zum Landgericht, Bezirksamt und Landkreis Rottenburg an der Laaber. Die amerikanische Militärregierung verfügte zum  3. November 1946 die Eingliederung in die Gemeinde Kläham, doch am 1. April 1949 erlangte Oberergoldsbach wieder die Selbstständigkeit. Wölflkofen, Siegensdorf, Pfellnkofen, Ober- und Unterdörnbach verblieben in der Gemeinde Kläham.
Die Gemeinde umfasste jetzt noch die Gemeindeteile Buch, Oberergoldsbach, Ober- und Unterhaid, Mantel und Weihmühle. Im Zuge der Gebietsreform in Bayern wurde das Eingehen einer Verwaltungsgemeinschaft mit Kläham und Martinshaun erwogen, doch Oberergoldsbach entschied sich für die am 1. Juli 1972 vollzogene Eingemeindung nach Hohenthann.

## Sehenswürdigkeiten
- Filialkirche St. Margaretha: Der spätromanische Bau des 13. Jahrhunderts wurde in der ersten Hälfte des 18. Jahrhunderts vergrößert.

## Vereine
- Goldbachtaler Schützen
- Freiwillige Feuerwehr Oberergoldsbach
- Krieger- und Soldatenkameradschaft Oberergoldsbach
- Kath. Frauenbund Oberergoldsbach-Kläham
- KLJB Kläham-Oberergoldsbach
- Obst- und Gartenbauverein Kläham-Oberergoldsbach
- SV Kläham-Oberergoldsbach